# Kyōsōgiga
Kyōsōgiga (京騒戯画) ou Kyousougiga est une ONA créée par Izumi Todo et produite par Toei Animation en collaboration avec Banpresto. L'ONA est diffusée sur la plateforme Nico Nico Douga le 6 décembre 2011 et plus tard sur YouTube le 10 décembre 2011. Cinq épisodes supplémentaires ont ensuite été produits et diffusés entre le 31 août 2012 et le 22 décembre 2012. Une série télévisée d'animation est ensuite produite et diffusée entre octobre et décembre 2013 au Japon sur la chaîne Tokyo MX et en simulcast dans les pays francophones sur la plateforme Crunchyroll.

## Synopsis
Il y a très longtemps, vivait un moine du nom de Myoue qui pouvait donner vie à tout ce qu'il dessinait. Il vivait paisiblement avec sa femme Koto - un lapin noir sous forme humaine et leurs trois enfants : Yakushimaru, Kurama et Yase. Un jour, le grand prêtre du pays a conclu que les dessins de Myoue suscitaient trop de problèmes pour les habitants et lui a ordonné de trouver une solution. Par conséquent, la famille a secrètement fui vers un monde alternatif dessiné par Myoue : la ville de Kyoto également appelé la ville miroir. 
Tout se passait bien jusqu'à ce que Myoue et Koto disparaissent soudainement. Leurs trois enfants doivent s'occuper de la ville et Yakushimaru hérite du nom et des devoirs de son père Myoue. Coincé dans ce monde alternatif, leurs problèmes ne font qu'empirer lorsqu'une jeune fille, également prénommée Koto, s'écrase du ciel et déclare qu'elle cherche aussi les vieux Myoue et Koto. Armé d'un marteau géant et de deux familiers bruyants, Koto pourrait bien être la clé pour libérer tout le monde de l'éternelle cité du papier.

## Personnages
Koto (コト)
Seiyū: Rie Kugimiya
Une étrange fille de 14 ans qui est tombé du ciel de Kyoto. Elle a été élevée par un prêtre avec ses frères A et Un qui ne sont pas humains. Après être entrée dans la ville, elle emménage avec Myoe et provoque le chaos autour de la ville pour s'amuser, mais elle ne peut pas partir avant d'avoir trouvé un lapin noir avec lequel elle a une connexion. Elle est très bonne dans le sport et se bat fréquemment.
Myōe (明恵) / Yakushimaru (薬師丸)
Seiyū: Kenichi Suzumura, Chiwa Saito (jeune)
Un des enfants de Myoue et Koto. Il est humain, contrairement à ses frères et sœurs. Après que ses parents ont disparu de la ville, il est devenu l'un des trois membre du conseil et a gagné le titre de Myoue, après son père. De nos jours, il prend soin de Koto et de ses frères.
Yase (八瀬)
Seiyū: Eri Kitamura
Yase est la fille de Myoue et Koto. Elle est née d'un dessin d'un démon et est donc un démon. Etant jeune, elle était déprimée parce qu'elle n'était pas comme les autres, mais sa mère la calmait et l'a faisait se sentir aimé. C'est pour cette raison, qu'elle est fortement attachée à sa mère. De nos jours, avec ses frères, elle est l'une des trois membres du conseil de la ville.
Kurama (鞍馬)
Seiyū: Shigeru Nakahara, Ryoko Shiraishi (jeune)
Kurama est l'aîné des trois enfants de Myoue et Koto. Etant enfant, parce qu'il n'était pas complètement humain, il était fragile et n'avait pas le droit de marcher en ville. C'est devenu un luxe quand il est devenu capable de marcher dans Kyoto. Malgré des relations instables avec son frère et sa sœur, il a pris la liberté d'être responsable lorsque leurs parents sont partis, et a finalement formé le conseil des trois avec son frère et sa sœur
Professeur Shōko (ショーコ博士, Shōko Hakase)
Seiyū: Chiwa Saito
Fushimi (伏見)
Seiyū: Eiji Takemoto
Myōe (明恵) / Inari (稲荷)
Seiyū: Akira Ishida
Inari est le mari de Lady Koto et père de Koto,Yase, Kurama et Yakushimaru. Koto a tendance à l'appeler "sensei" plus souvent que "papa". Inari était le moine Myoue qui a créé la ville de Kyoto. Cependant, un jour, il a du partir de la ville avec sa femme
Lady Koto (古都, Koto)
Seiyū: Aya Hisakawa
Koto est un lapin noir que le moine Myoue a dessiné, elle a donc pris vis. Elle est tombée amoureuse de Myoue et le bouddha Bodhisattva lui donna un corps humain à condition qu'elle le lui rend une fois que son amour devient mutuel. Koto et Myoue ont vécu ensemble  et ont adopté trois enfants. Au fil du temps, des cauchemars ont commencé à hanter Koto à propos de la destruction de la ville. Parce qu'elle n'avait pas rendu son corps à Bodhisattva, elle a dû partir avec Myoue, laissant leurs enfants derrière. Elle est la mère de Koto.

## Anime

### Liste des épisodes

#### ONA
| No | Titre en français            | Titre original                                       | Date de 1re diffusion |
| -- | ---------------------------- | ---------------------------------------------------- | --------------------- |
| 0  | Pas de traduction officielle | 京騒戯画 Kyōsōgiga                                   | 6 décembre 2011       |
| 1  | Pas de traduction officielle | コト、主人公かく語りき Koto, Shujinkō Kaku Katariki  | 31 août 2012          |
| 2  | Pas de traduction officielle | ショーコ、科学者慌て窮す Shōko, Kagakusha Awatekyūsu | 27 octobre 2012       |
| 3  | Pas de traduction officielle | 八瀬、妖怪鏡都通信 Yase, Yōkai Kyōto Tsūshin         | 10 novembre 2012      |
| 4  | Pas de traduction officielle | 明恵、坊主かく語りき Myōe, Bōzu Kaku Katariki        | 8 décembre 2012       |
| 5  | Pas de traduction officielle | 古都、黒兎回想録 Koto, Kuro Usagi Kaisōroku          | 22 décembre 2012      |

#### Série télévisée
Il existe dix épisodes et trois extras (les épisodes 0, 5.5 et 10.5)
| No   | Titre en français                                      | Titre original                                                                                 | Date de 1re diffusion |
| ---- | ------------------------------------------------------ | ---------------------------------------------------------------------------------------------- | --------------------- |
| 0    | Chapitre préliminaire                                  | 予習篇 Yoshū-hen                                                                               | 2 octobre 2013        |
| 1    | Contexte et circonstances d’une famille particulière   | ある一家の事情とその背景 Aru Ikka no Jijō to Sono Haikei                                       | 9 octobre 2013        |
| 2    | Le retour de la petite sœur                            | やってきたのは妹 Yatte Kita no wa Imōto                                                        | 16 octobre 2013       |
| 3    | L’aîné et sa joyeuse bande de scientifiques            | 長男と愉快で科学な仲間 Chōnan to Yukai de Kagaku na Nakama                                     | 23 octobre 2013       |
| 4    | La cadette et ses magnifiques démons                   | 次女と素敵な妖怪達 Jijo to Suteki na Yōkai-tachi                                               | 30 octobre 2013       |
| 5    | Les problèmes du benjamin et le début et la fin        | 若き三男の悩みと始まりと終わり Wakaki Sannan no Nayami to Hajimari to Owari                    | 6 novembre 2013       |
| 5.5  | Le Kyoto authentique                                   | 京都実録篇 Kyōto Jitsuroku-hen                                                                 | 13 novembre 2013      |
| 6    | Deux planifient pendant qu’un broie du noir            | 二人が計画し一人が悩む話 Futari ga Keikakushi Hitori ga Nayamu Hanashi                         | 20 novembre 2013      |
| 7    | Maman et papa sont de retour                           | 母が帰還してついでに父も帰還した Haha ga Kikan shite Tsuideni Chichi mo Kikan shita            | 27 novembre 2013      |
| 8    | Disputes de tous les côtés                             | あっちでこっちでもめる話 Atchi de Kotchi de Momeru Hanashi                                     | 4 décembre 2013       |
| 9    | Trouvons une solution ensemble                         | どうしたらいいかみんな考えよう Dōshitara Ii ka Minna Kangaeyō                                  | 11 décembre 2013      |
| 10   | Dessin animé racontant la vie de personnes turbulentes | 今日を騒がしく戯れ生きる人々の漫画映画 Kyō o Sawagashiku Tawamure Ikiru Hitobito no Manga Eiga | 18 décembre 2013      |
| 10.5 | Retour sur l’histoire                                  | 復習篇 Fukushū-hen                                                                             | 25 décembre 2013      |

## Musique
| Générique | Épisodes | Début       | Début     | Fin                     | Fin     |
| Générique | Épisodes | Titre       | Artiste   | Titre                   | Artiste |
| --------- | -------- | ----------- | --------- | ----------------------- | ------- |
| 1         | 1 – 10   | Koko (ココ) | Tamurapan | Shissō Ginga (疾走銀河) | Teppan  |

## Manga
Une adaptation en manga illustrée par Merche est prépubliée dans le magazine Dengeki Maoh de l'éditeur ASCII Media Works depuis février 2012.